# NGC 7329
NGC 7329 ist eine Balken-Spiralgalaxie vom Hubble-Typ SBbc im Sternbild Tukan. Sie ist schätzungsweise 141 Millionen Lichtjahre von der Milchstraße entfernt.
Das Objekt wurde am 20. Juli 1835 von John Herschel entdeckt.

## NGC 7329-Gruppe (LGG 462)
| Galaxie   | Alternativname | Entfernung/Mio. Lj |
| --------- | -------------- | ------------------ |
| NGC 7358  | PGC 69664      | 145                |
| NGC 7408  | PGC 70037      | 152                |
| NGC 7417  | PGC 70113      | 138                |
| NGC 7329  | PGC 69453      | 141                |
| IC 5222   | PGC 68993      | 138                |
| IC 5227   | PGC 69170      | 145                |
| IC 5244   | PGC 69620      | 151                |
| IC 5250   | PGC 69713      | 136                |
| IC 5266   | PGC 70142      | 138                |
| IC 5272   | PGC 70188      | 147                |
| PGC 70369 | ESO 109-32     | 146                |